# Pan francés
Un pan francés se refiere a varios tipos de panecillos similares a la baguette en diferentes regiones del mundo.

## Pan francés en el mundo

### América Latina
En América Latina, el término pan francés se refiere a varios panecillos similares al baguette hechos con harina de trigo, sal, agua y levadura.

#### Argentina, Paraguay y Uruguay
En Argentina, Paraguay y Uruguay, el pan felipe también es llamado pan francés.
En Uruguay, hay una versión más densa conocida como pan marsellés. El pan marsellés en Uruguay es diferente al pão francês brasileño. El tipo brasileño es menos denso y más ligero y crujiente, mientras que la versión uruguaya está hecha con una masa de pan más densa, lo que resulta en un pan más duro (similar al pan italiano). Además, la corteza está cubierta de harina de maíz antes de hornear.

#### Brasil
En Brasil, el pão francês se asemeja al papo-seco (o carcaça) portugués, siendo un pan ligero y crujiente. Los brasileños lo conocen por varios nombres, como pão-cacetinho, cacetinho, pãozinho, pão de sal, pão de trigo, pão de água, aguado, careca, jacó, bengala, filão y baguete. Es ampliamente popular en Brasil y se hornea y se vende en decenas de miles de panaderías ubicadas en todo el país, desde las grandes metrópolis hasta los pueblos rurales.

#### Chile y Perú
En algunas zonas del norte chico y sur de Chile, la marraqueta a veces se llama «pan francés».
En Perú, pan francés (o a veces llamado pan francés peruano) es diferente de la marraqueta.

#### México y América Central
En algunas partes de México y América Central, la palabra pan francés se usa para referirse al bolillo.

##### Pan francés lagunero
En la región de la Comarca Lagunera en el noreste de México, el pan francés (o a veces llamado pan francés lagunero) es una parte importante de la alimentación diaria.
A partir del 2024, el gobierno municipal de Torreón empezó a celebrar el Día del Pan Francés el 16 de octubre, misma fecha que el Día Mundial del Pan, con la finalidad de reconocer la importancia turística, gastronómica y cultural del pan francés en la ciudad.

### Asia

#### Hong Kong y Macao
En Hong Kong y Macao, el dyun faat baau (短法包, literalmente "pan francés corto" o "baguette corta"), también conocido como el zyu zai baau (豬仔包, "pan de cerdito"), se utiliza para hacer el bollo de chuleta de cerdo.

### Europa

#### España
En la isla española de Mallorca, el llonguet también se conoce como panet francès, lo que significa "panecillo francés" en catalán.

## Galería

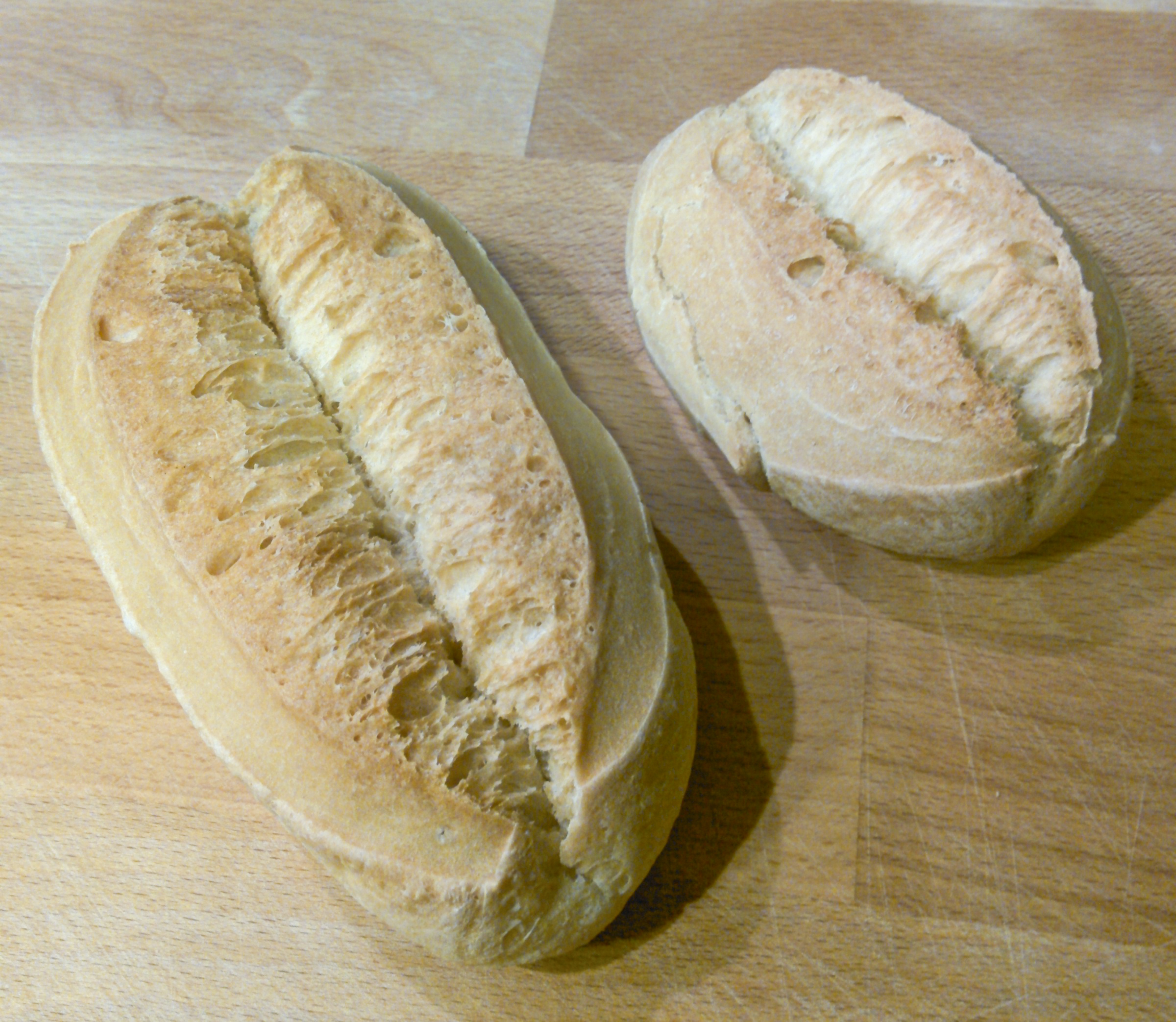
Llonguets (Mallorca).
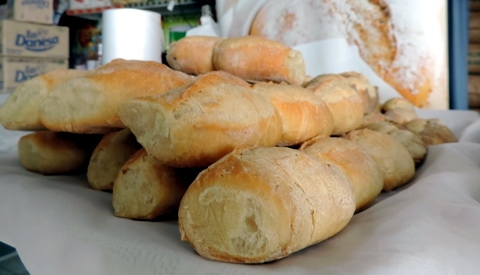
Marraquetas tacneñas (Perú).
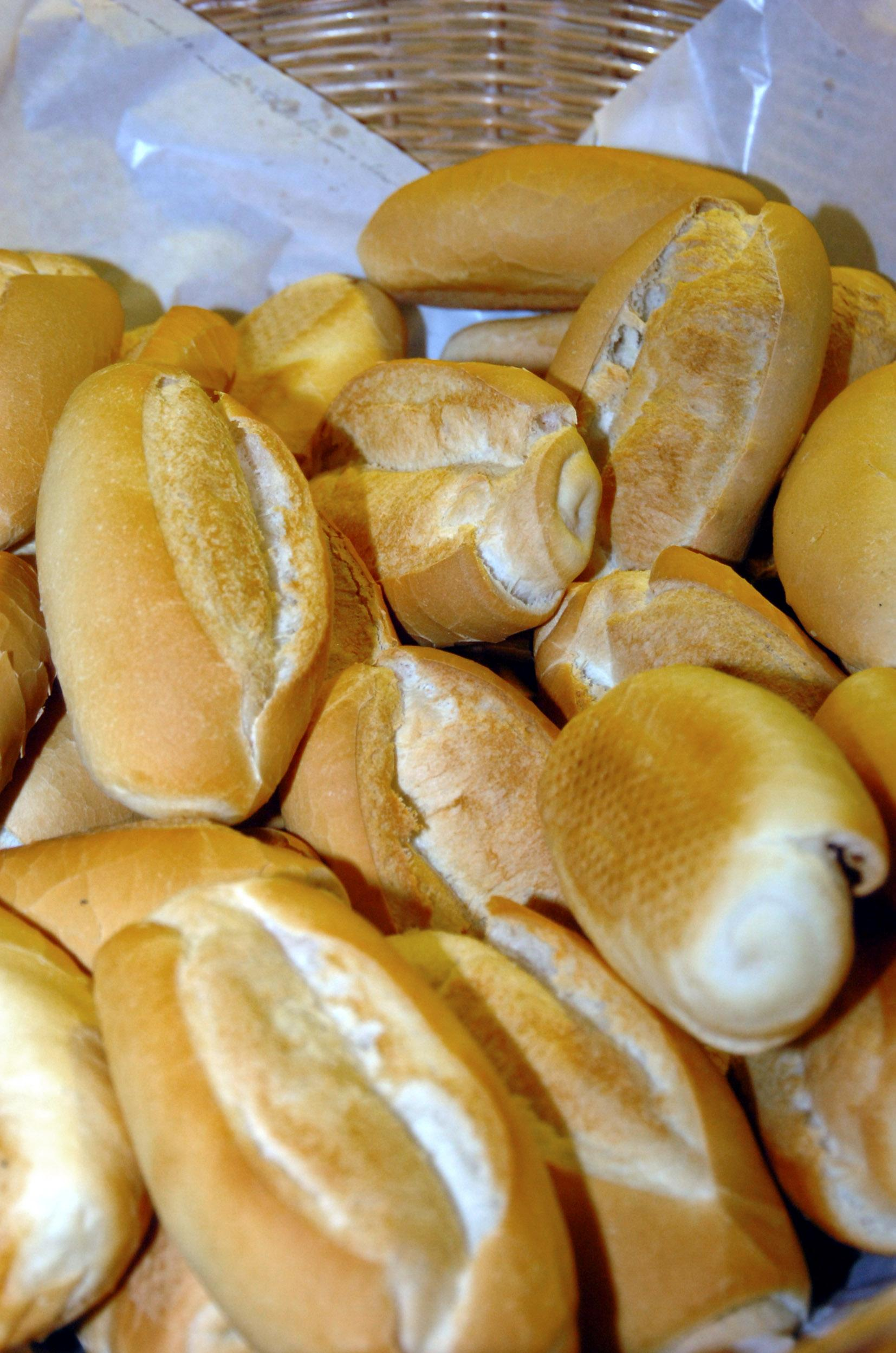
Pães franceses (Brasil).
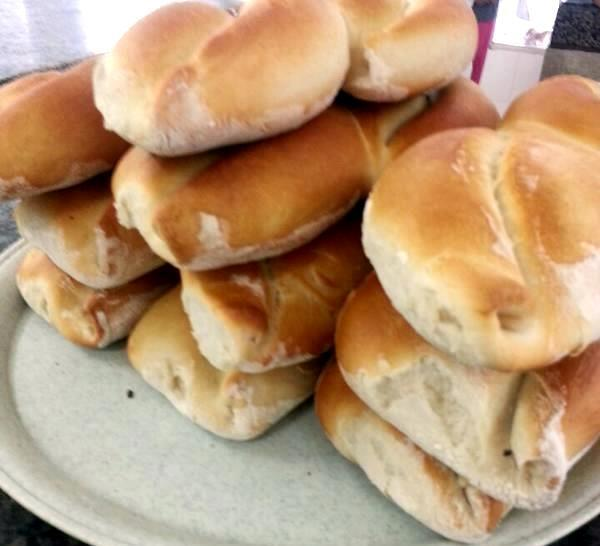
Pan francés lagunero (México).
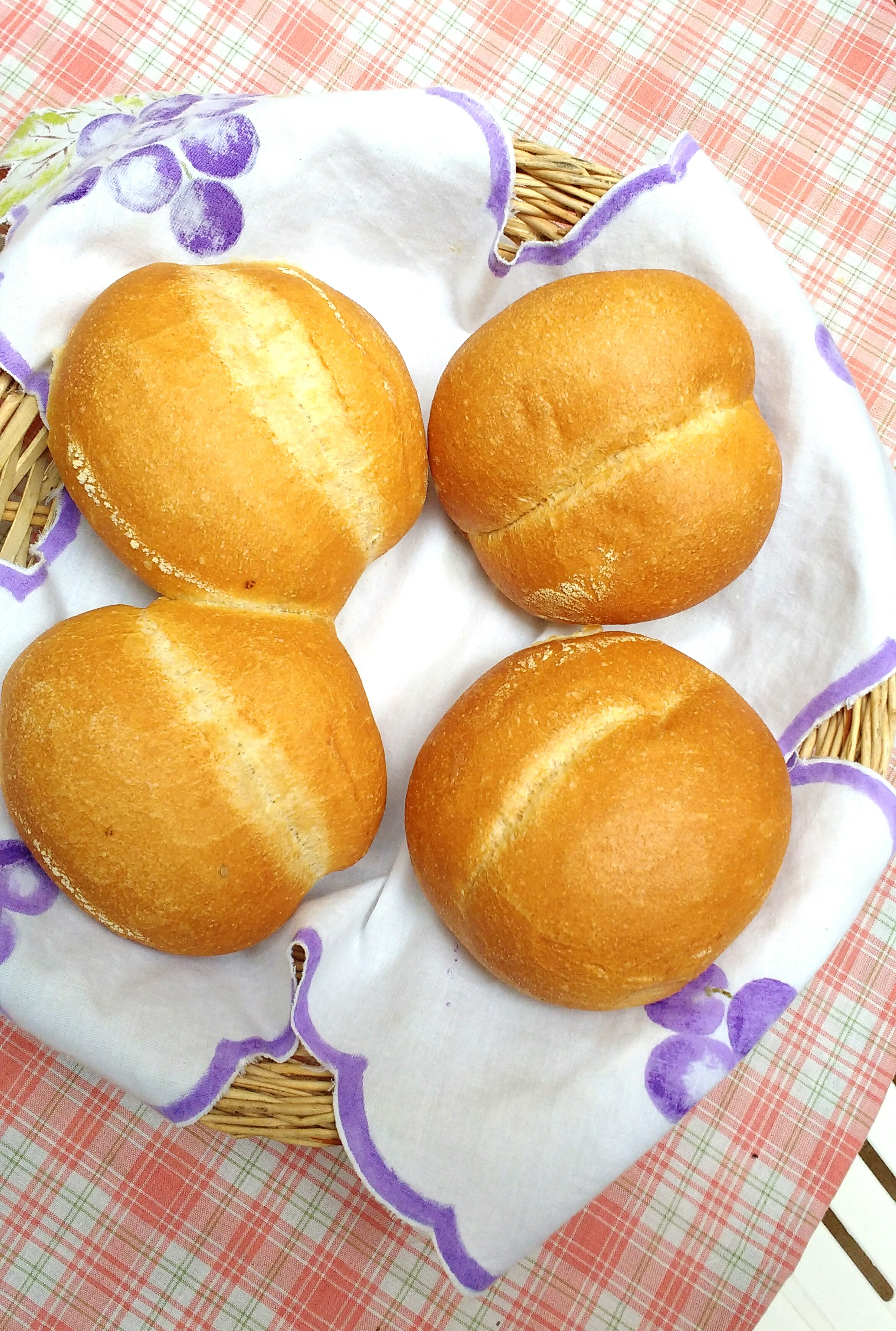
Panes franceses (Perú).
Panes marselleses (Uruguay).
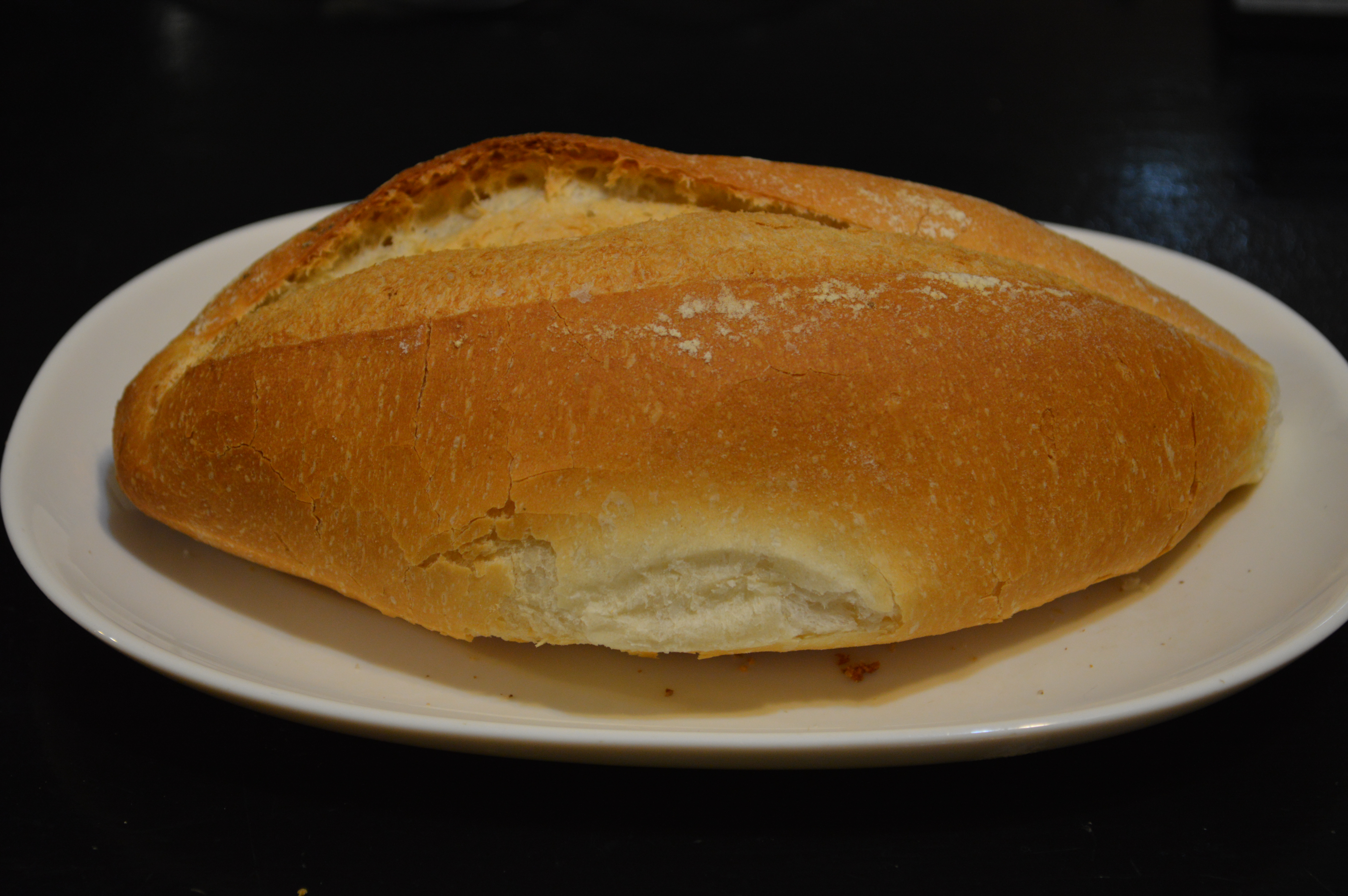
Un bolillo (México).
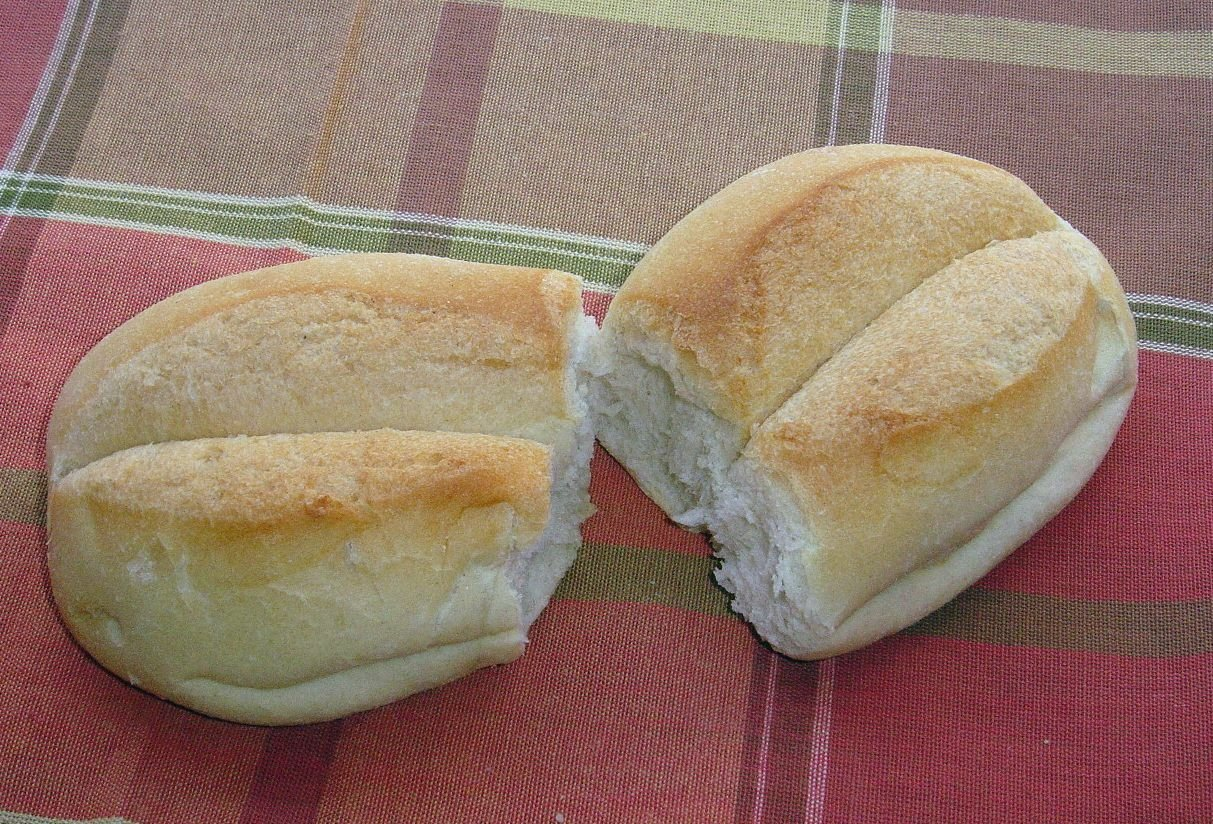
Una marraqueta (Chile).
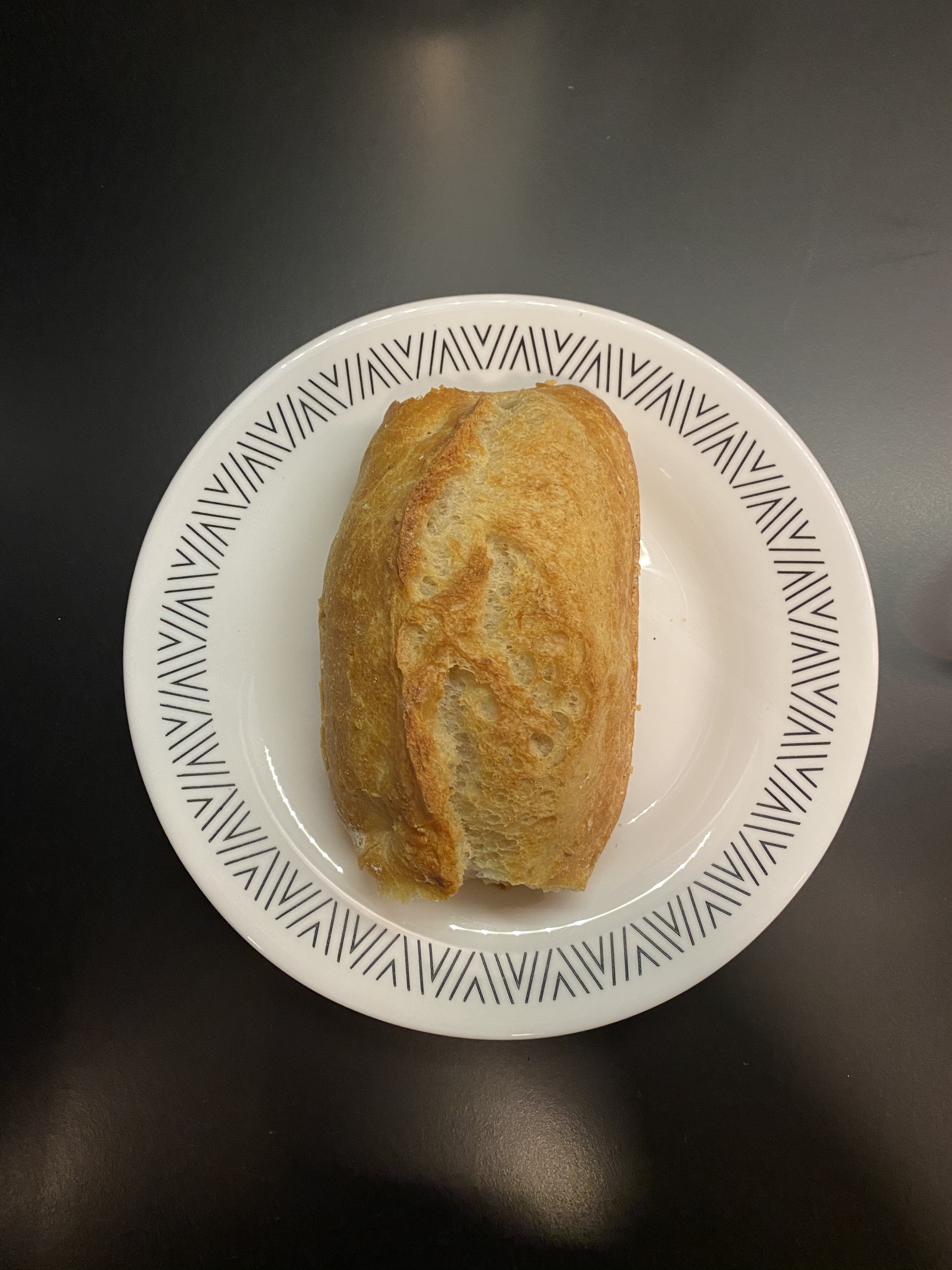
Una marraqueta paceña (Bolivia).
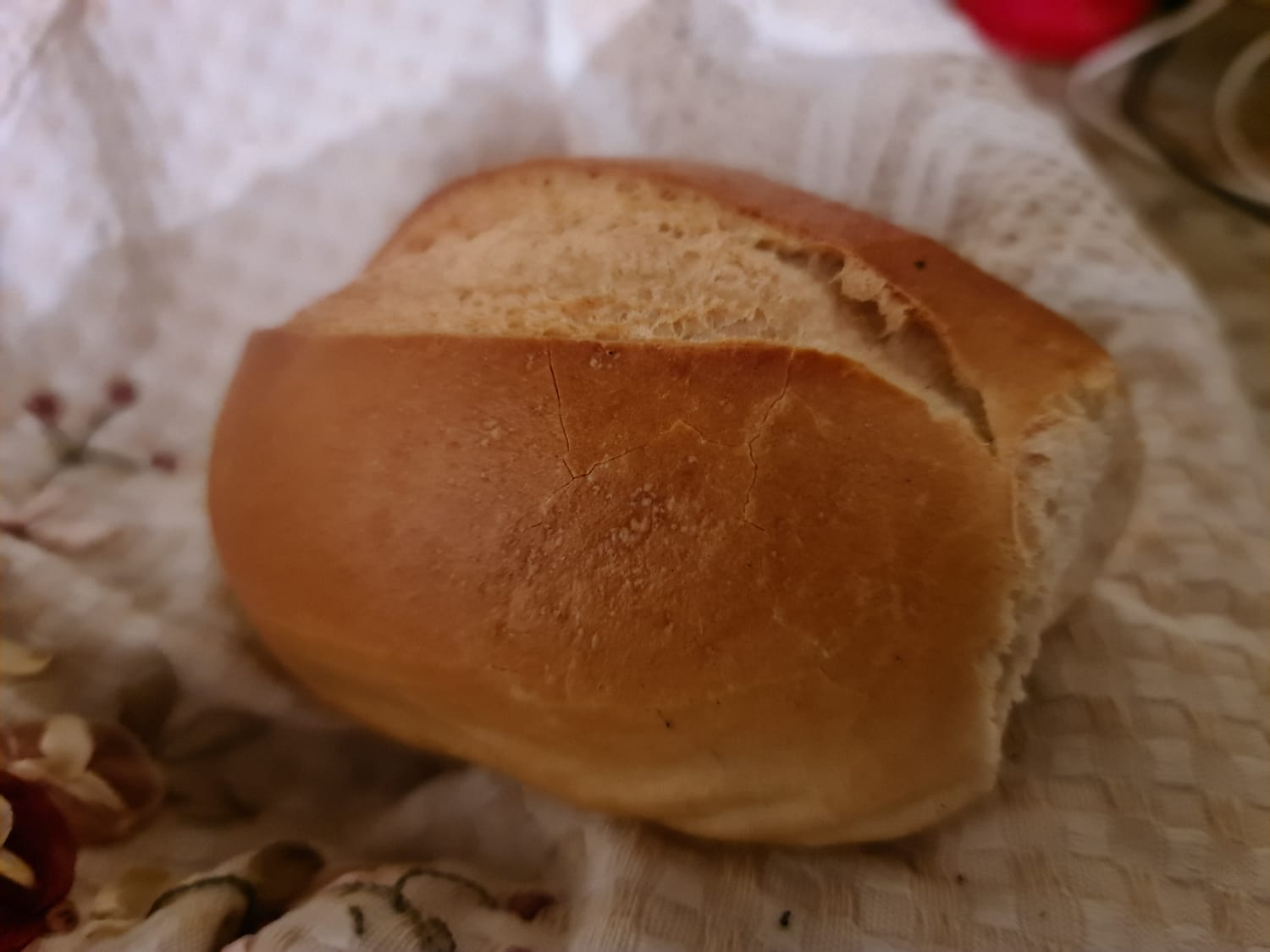
Un pan felipe (Uruguay).
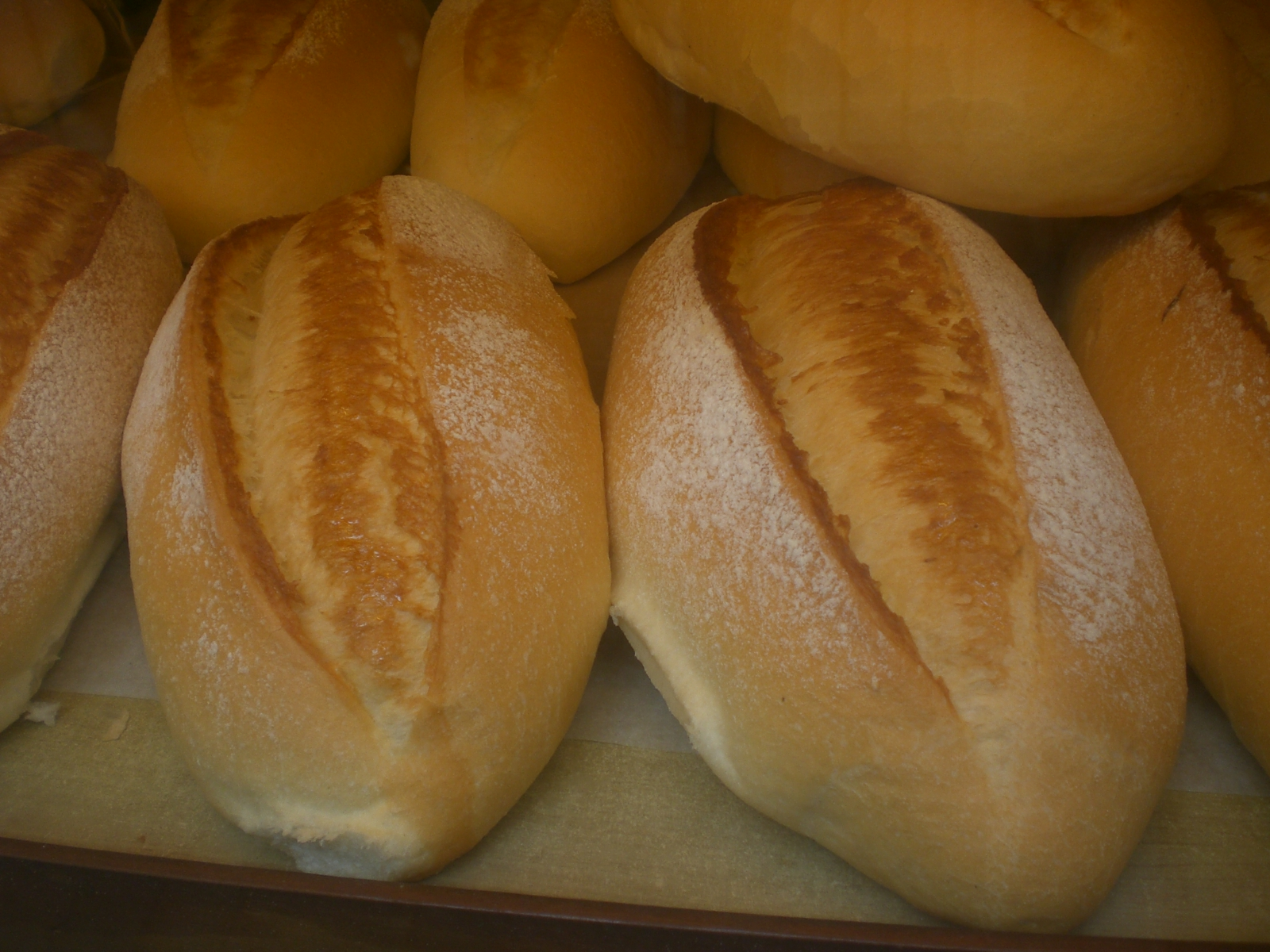
Zyu zai baau (Hong Kong).
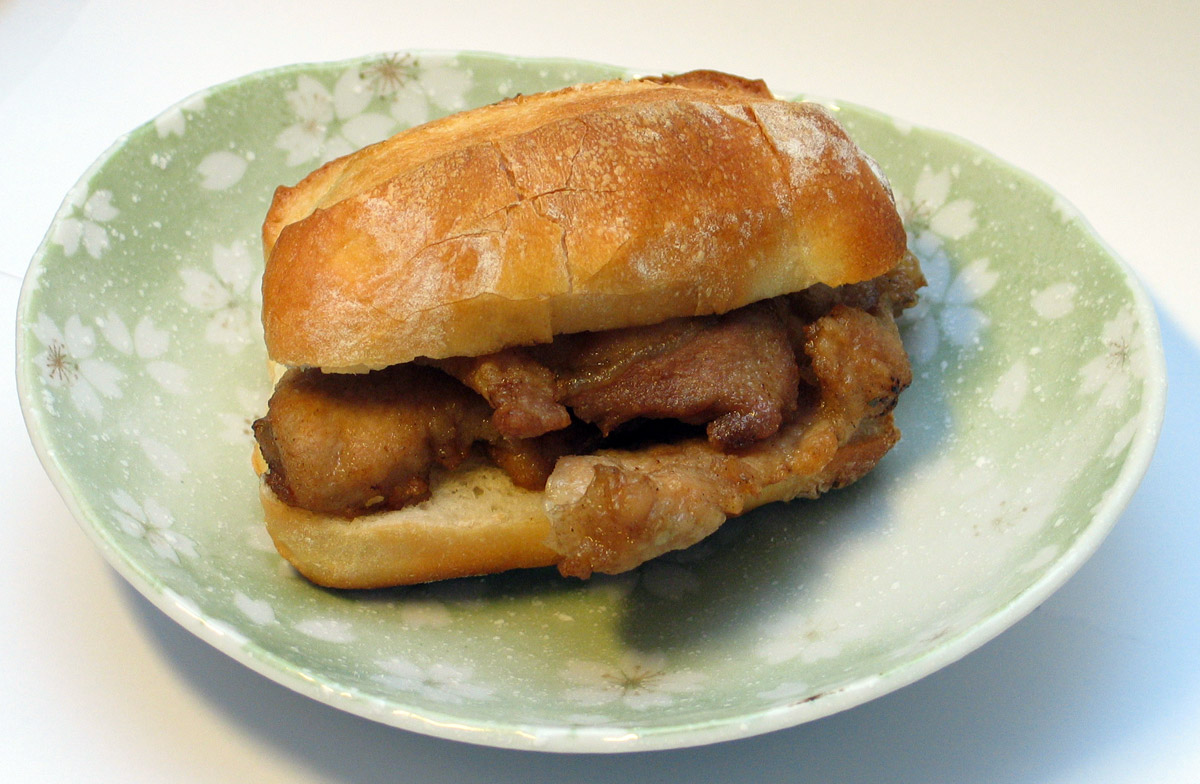
Un bollo de chuleta de cerdo.
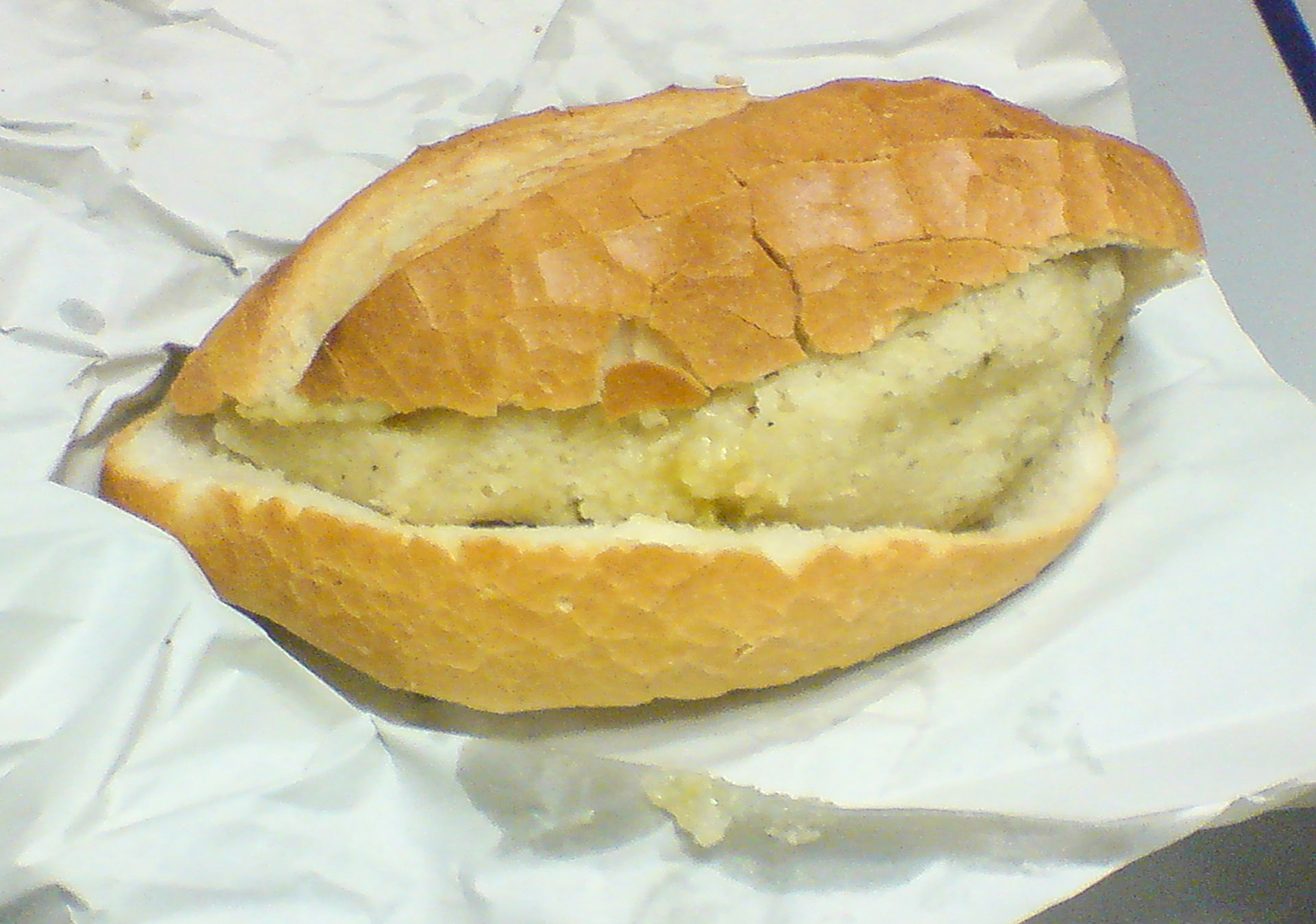
Una guajolota.
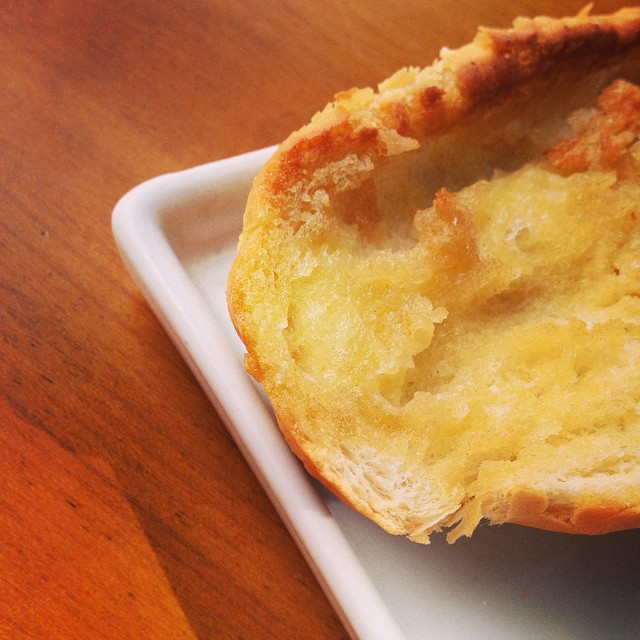
Un pão na chapa.